# سفارة مالطا في فرنسا
سفارة مالطا في فرنسا هي أرفع تمثيل دبلوماسي لدولة مالطا لدى فرنسا. تقع السفارة في باريس وهي تهدف لتعزيز المصالح المالطية في فرنسا.

## وصلات خارجية
- الموقع الرسمي
- قائمة سفارات مالطا
- قائمة السفارات في فرنسا